# Rurik Rostislavič
Rurik Rostislavič o Rjurik Rostislavič (in russo Рюрик Ростиславич?; in ucraino Рюрик Ростиславич?; 1140 circa – 1208 ?) fu principe di Novgorod (1170-1171) e gran principe di Kiev in numerose occasioni (1173; 1180-1181; 1194-1201; 1203-1204; 1205-1206; 1207-1208 o 1207-1210).
Figura controversa ed energica, lottò per gran parte della sua vita assieme ai suoi figli affinché i Rostislavič, il ramo della dinastia rjurikide a cui apparteneva, potessero ottenere un controllo quanto più stabile possibile su Kiev, capitale della Rus', e sui più importanti insediamenti circostanti. Dimostrando sempre una sottomissione formale al principe di Vladimir-Suzdal' per via della sua maggiore anzianità, si scontrò soprattutto con vari esponenti degli Olgoviči, un altro ramo rjurikide, e con Romano Mstislavič, principe di Volinia e a cui peraltro era subentrato a Novgorod da giovane. Rurik fu scacciato più volte da Kiev, ma riuscì sempre a tornare al potere supportato da forti eserciti o beneficiando di circostanze favorevoli. Non rinunciò all'ambita carica nemmeno quando Romano Mstislavič lo costrinse alla tonsura e a farsi monaco, allo scopo di espiare il grande sterminio dei kievani che aveva compiuto nel 1203. Le sue politiche finirono per inimicarlo anche agli occhi dei suoi stessi sudditi, ragion per cui si prodigò spesso per ottenere un supporto quanto più ampio possibile, anche a costo di stringere opportunistici accordi con precedenti rivali.
Vi è grandissima incertezza sulla sua morte, avvenuta, secondo le ipotesi più accreditate, nel 1208 o al massimo nel 1210, 1211 o 1212. Alla sua scomparsa, malgrado non fosse stato in grado di realizzare gli obiettivi che si prefiggeva, lasciò una cospicua eredità patrimoniale ai Rostislavič ancora in vita, che seppero continuare a percorrere il cammino da lui intrapreso e rafforzare la propria influenza sulla Rus' di Kiev per tanti decenni a venire.

## Biografia

### Origini e gioventù

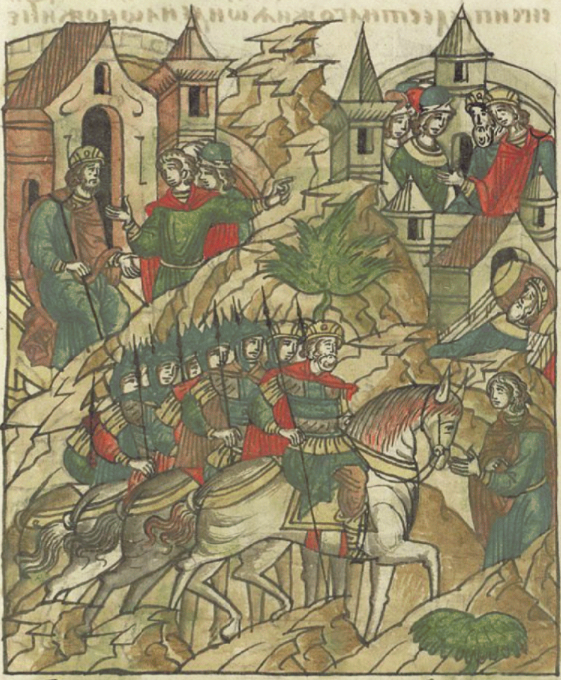
Il principe di Smolensk e futuro principe di Kiev Rostislav Mstislavič (a cavallo alla testa di un esercito), padre di Rurik Rostislavič, in una miniatura tratta dalla Cronaca Illustrata di Ivan il Terribile

Discendente della dinastia dei Rjurikidi e più precisamente del ramo dei Rostislavič, Rurik (o Rjurik) era il figlio di Rostislav Mstislavič, il quale fu principe di Smolensk, di Novgorod e di Kiev, e di una consorte sconosciuta. Battezzato con il nome di Basilio, la sua biografia è sfortunatamente costellata di insicurezze cronologiche che riguardano innanzitutto l'anno preciso in cui nacque e quanti fossero i fratelli nati prima di lui. Quanto al primo dubbio, si è immaginato che al momento della prima campagna militare a cui partecipò, svoltasi nel 1157, fosse almeno adolescente, motivo per cui si è sostenuto che fosse nato al massimo intorno al 1140. In merito alla seconda incertezza, è accettata in maniera pacifica la ricostruzione secondo cui Romano fosse il primogenito maschio della coppia e Mstislav l'ultimo. Si è invece discusso se Svjatoslav fosse effettivamente loro figlio (John Fennell, ad esempio, non lo menziona nemmeno nell'albero genealogico dei Rostislavič) e sono sorte delle perplessità su chi fosse nato prima tra Davide e Rurik, ma al netto di pareri discordanti, la maggioranza degli esperti tende a credere che Rurik fosse più grande.
Prima di irrompere sulla scena politica in concomitanza delle lotte di potere del 1170-1180 per il controllo di Kiev, la capitale della Rus', le testimonianze delle cronache su Rurik sono relativamente scarne. Importante fu la sua partecipazione alla già citata operazione bellica del 1157, in quanto in quella circostanza si afferma che fosse a capo di un contingente di truppe e quest'assunzione di responsabilità implicherebbe, in termini di anzianità, una posizione di rilievo rispetto ai fratelli. Ciò è ulteriormente confermato quando, nel 1159, suo padre incaricò lui e Romano di accorrere in aiuto di Rogvolod Borisovič di Polock contro Minsk; gli altri discendenti di Rostislav erano probabilmente ritenuti troppo giovani per unirsi agli scontri. Oltre a un'altra menzione in alcune lotte compiute contro i poloviciani sempre nel 1159, le cronache accennano a Rurik quando assistette suo padre nella repressione di alcuni oppositori nell'anno successivo, ossia in occasione dell'ascesa al trono kievano di Rostislav. A quest'ultimo si ribellò poi nel 1162 Vladimiro Mstislavič, suo fratello, e per reprimere i tumulti Rurik fu incaricato di attaccarlo, compito che portò a termine con successo costringendo il nemico alla resa. In quel frangente, Rurik cominciò a guadagnarsi la fama di astuto comandante militare; si riferisce inoltre che le incursioni da lui compiute partivano da Torčesk, suo verosimile patrimonio personale. Si immagina che fu grosso modo allora investito del primo incarico politico di un certo peso, ovvero l'amministrazione di una provincia autonoma popolata dai drevljani. Nel 1167, Rostislav incaricò «Rurik, Davide e Mstislav» di prepararsi a respingere un'invasione cumana a Kaniv, poiché Romano si trovava a Smolensk ed era dunque troppo lontano per intervenire; è interessare sottolineare l'ordine fornito dalle cronache, il quale non è casuale e rispetta la consuetudine di elencare i fratelli per anzianità.
Stando alle cronache, in previsione di una nuova campagna contro i poloviciani, i discendenti più illustri tra i Rostislavič si radunarono a Vručij nel 1168, anno in cui era peraltro deceduto Rostislav a Kiev. Si immagina che il possedimento non fosse stato incamerato alla morte del padre, ma che rientrasse già da prima nel patrimonio personale di Rurik e che lo rimase per tutto il resto della sua vita (Vručij fu da lui visitata in almeno sette distinte occasioni, ovvero nel 1187, 1190, 1193, 1195, 1202, 1206 e 1207). La scomparsa di Rostislav spinse Mstislav II Izjaslavič a insediarsi con la forza a Kiev al posto di Vladimiro Mstislavič, fratello del principe defunto e primo in linea di successione per anzianità. Ciò indispettì Andrea Bogoljubskij, signore di Vladimir-Suzdal' e discendente del ramo rjurikide dei Monomachi, il quale aveva influenzato le sorti sorti politiche della capitale sin da quando l'aveva razziata anni prima (sacco di Kiev del 1169). Dopo un primo momento in cui Rurik e suo fratello Davide appoggiarono Mstislav, essi cambiarono schieramento e aiutarono Andrea, consentendo l'ascesa al comando del suo fratello minore, Gleb Jur'evič. All'indomani della morte di Mstislav Izjaslavič il 19 agosto 1170, gli abitanti di Novgorod espulsero il figlio Romano Mstislavič (poiché il padre era un usurpatore) e invocarono l'approdo di Andrea Bogoljubskij, riconosciuto come il più potente principe della regione; anziché amministrarla lui stesso, preferì invece lasciare l'incarico a Rurik, convocato in città il 4 ottobre 1170. Ciò testimonierebbe dei legami positivi tra Andrea e i Rostislavič, bruscamente alterati nel 1171 dall'allontanamento del posadnik (governatore) di Novgorod per decisione di Rurik. Essendo un uomo di fiducia di Andrea, le relazioni entrarono in una fase di deterioramento e Rurik preferì lasciare definitivamente Novgorod nell'inverno del 1171/1172.

### Kiev tra il 1170 e il 1180

Cartina storica che mostra l'evoluzione territoriale della Rus' di Kiev dalla sua fondazione alla sua dissoluzione, inclusi i principati che se ne separarono

La morte di Gleb Jur'evič il 20 gennaio 1171 inaugurò un periodo assai turbolento per la storia di Kiev, in quanto Andrea Bogoljubskij non fu in grado di insediare un proprio fantoccio al potere. Nel 1173, la situazione si incancrenì quando i kievani diffusero la voce che Gleb fosse stato avvelenato e Andrea pretese da Romano Rostislavič di ricercare i colpevoli e inviarli al suo cospetto. Avendo rigettato la richiesta, costui pretese che Romano, Davide e Mstislav lasciassero la moderna capitale ucraina, Vyšhorod e Belgorod, tornando infine al loro dominio patrimoniale di Smolensk. Rurik, attivo a Vručij, fu ignorato dalla minaccia, mentre Romano, per evitare scontri, tornò a Smolensk e Andrea lo sostituì con suo fratello Michele Jur'evič a Kiev. Quest'ultimo valutò attentamente la situazione e, per timore di subire lo stesso destino di Gleb, preferì consegnare l'insediamento al fratello minore Vsevolod (il futuro Vsevolod III di Vladimir) e al nipote Jaropolk Rostislavič. Rurik, Davide e Mstislav, tuttavia, non furono soddisfatti di questi accordi e reagirono attaccando il 24 marzo la città, facendo prigionieri Vsevolod e Jaropolk e nominando Rurik come nuovo principe.
Si trattò della prima volta che i Rostislavič sfidarono apertamente l'autorità di Andrea, la cui posizione genealogica era superiore. Benché Romano fosse il fratello maggiore, la nomina di Rurik non fu da lui contestata, motivo per cui è chiaro che ormai il rispetto della tradizione dei decenni precedenti stesse gradualmente sfumando. Il cambio di fazione di Michele Jur'evič allarmò ulteriormente Andrea, che intimò subito i Rostislavič di abbandonare Kiev; poiché la minaccia cadde nel vuoto, egli radunò presto un grande esercito con l'ausilio del ramo rjurikide degli Olgoviči, assegnandone la gestione a Svjatoslav III Vsevolodovič, principe di Černihiv. All'avvicinarsi delle truppe, la città di Kiev era già stata abbandonata da Rurik, che si rifugiò a Belgorod e la rese suo dominio personale. Dopo varie settimane turbolente che impedirono a qualsiasi fazione di assicurarsi di Kiev, i Rostislavič si dissero disponibili a insediare Romano al potere se Andrea Bogoljubskij lo avesse voluto, ma prima che potesse avere luogo una distensione dei rapporti, il principe di Vladimir fu assassinato il 29 giugno 1174. Ciò sconvolse gli equilibri nella regione e spinse Romano Rostislavič a insediarsi a Kiev nel 1175 senza paura di incontrare degli oppositori. Astenendosi da queste schermaglie, Rurik rimase presumibilmente a Vručij e visse da spettatore il momento in cui Svjatoslav di Černihiv si impadronì con la forza della capitale nel 1177, consapevole che ogni altro pretendente della sua generazione era deceduto. Il contesto gli era comunque avverso, poiché i Rostislavič amministravano la maggioranza degli avamposti principali circostanti. Nel 1179, dopo essere stato sollecitato a divenirne il sovrano, Mstislav partì da Belgorod alla volta di Novgorod, morendo un anno più tardi a causa di una malattia. Pare che, al momento del suo allontanamento, Rurik si insediò a Belgorod e la incamerò nei suoi possedimenti, concentrando un altro importante avamposto nelle sue mani.

### Duumvirato con Svjatoslav

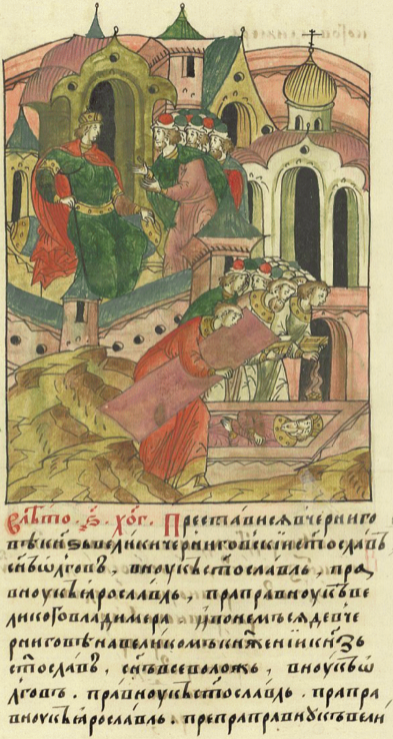
Svjatoslav III Vsevolodovič siede sul trono di Černihiv dopo la morte dello zio Svjatoslav Olgovič. Miniatura tratta dalla Cronaca illustrata di Ivan il Terribile

Mentre Svjatoslav di Černihiv si trovava impegnato in una battuta di caccia nel 1180, Vsevolod III Jur'evič di Vladimir, detto dal Gran Nido, ne rapì il figlio Gleb. Poiché la cattura di un membro della propria dinastia veniva considerata una grave onta, Svjatoslav si adirò moltissimo e si impegnò immediatamente a radunare un esercito. Inoltre, accusò i Rostislavič di aver collaborato con Vsevolod III e, per questo, provò ad attaccare sia Davide sia Rurik, malgrado non riuscì nel proprio scopo. Nonostante l'impeto iniziale, l'aggressore valutò di non essere in grado di sconfiggere entrambi, motivo per cui ripiegò a Černihiv e consentì così a Rurik di ritornare a Kiev, che nel frattempo aveva trovato rifugio a Belgorod. L'episodio dimostrerebbe, stando agli storici, che il fine ultimo di Svjatoslav non era soltanto quello di vendicarsi per il rapimento del figlio, ma anche quello di circoscrivere il nucleo di potere dei Rostislavič attorno alla capitale della Rus'.
Sempre nel 1180, Romano, il membro più anziano in vita dei Rostislavič, morì a Smolensk. Mstislav era come detto già deceduto, motivo per cui Rurik e Davide rimanevano i due soli eredi attivi; il secondo sostituì Romano a Smolensk, lasciando però libera Vyšhorod, e si allontanò dalla lotta per il comando della Rus' che avrebbe interessato Rurik e Svjatoslav di Černihiv, i due principali contendenti. Nel 1181, Svjatoslav condusse una fallimentare campagna contro Vsevolod III in Suzdalia, decidendo poi di dirigersi verso Kiev dopo aver sbaragliato le forze di Davide Rostislavič. Rurik si rifugiò nuovamente a Belgorod e, mentre Svjatoslav faceva il suo ingresso nella capitale, comandò una fruttuosa incursione contro i poloviciani, i quali costituivano il nerbo essenziale dell'esercito del principe di Černihiv. In siffatte circostanze, Rurik fu in grado di dettare le condizioni della pace, ma si rivelò rispettoso e lasciò a Svjatoslav il diritto di sedere sul trono di Kiev, riconoscendo la sua anzianità. Questa decisione era motivata da una serie di ragioni precise: nella sostanza, Rurik preferiva consolidare il comando sulle città che deteneva, alcune delle quali in passato detenute dal principe di Kiev, e assistere dunque all'ascesa al potere di una figura il cui sarebbe stato meno dirompente. Questa sorta di intesa reciproca diede vita al duumvirato più duraturo nella storia della Rus', reso ancora più unico dall'appartenenza a due dinastie differenti. È verosimile che non intendesse sostenere militarmente un grosso scontro con Svjatoslav, nel timore di originare un lungo periodo di lotte in cui difficilmente una o l'altra fazione avrebbe potuto prevalere. È poi importante segnalare che Rurik convinse la controparte a designarlo come successore al momento della morte del nuovo principe. L'intesa fu suggellata nel 1183 con la celebrazione delle nozze tra Gleb, figlio di Svjatoslav, e Anastasia, figlia di Rurik. La neonata coalizione diede subito prova di funzionare quando si preoccupò di respingere degli assalti poloviciani tra il 1184 e il 1187 lungo lo Dnepr. Tuttavia, benché Rurik e Svjatoslav ebbero modo di affinare sempre meglio le proprie tecniche militari cooperando, i razziatori continuarono a costituire un problema fino al 1190 circa, in quanto tendevano a ritirarsi senza impegnarsi in scontri su vasta scala. L'unica incomprensione di una certa portata si verificò durante una spedizione del 1187, in occasione della quale Rurik e Svjatoslav non concordarono una strategia di azione condivisa.
Il 1º ottobre 1187 spirò Jaroslav Osmomysl, principe di Galizia, generando una crisi di successione e una contesa tra i sostenitori dei due figli, Oleg e Vladimiro. Il primo scappò alla corte di Rurik, l'altro domandò asilo alla corte di Béla III d'Ungheria, con il risultato che Romano Mstislavič di Volinia fu nelle possibilità di impadronirsi subito della Galizia. Il re ungherese si preparò ad attaccare la regione e spinse Romano ad allontanarsi, stringendo contatti con Béla affinché fosse nominata a capo della Galizia una figura gradita a entrambi, individuata in Gleb Svjatoslavič, figlio di Svjatoslav. Rurik, che sperava invece di insediare suo figlio Rosistlav ed era all'oscuro di queste manovre, si arrabbiò quando venne a conoscenza della notizia, ma trovò convincente la giustificazione addotta dal principe di Kiev, secondo cui i contatti con Béla III erano stati avviati soltanto per combinare le nozze tra Eufemia, figlia di Gleb e peraltro nipote di Rurik, e un aristocratico bizantino dal nome ignoto. Con gran sorpresa, Svjatoslav gli palesò l'intenzione di condurre una campagna congiunta contro il re magiaro e accettare l'insediamento permanente di Rurik in Galizia, a patto che cedesse i suoi domini situati a ridosso di Kiev. La controproposta di Rurik di spartirsi a vicenda soltanto le terre galiziane non suscitò entusiasmo, esito il quale smascherò la chiara intenzione di Svjatoslav di ridurre l'autorità dell'altro principe in Rus'; alla fine, le operazioni belliche che avrebbero dovuto compiersi ai danni di Béla III non ebbero mai luogo.

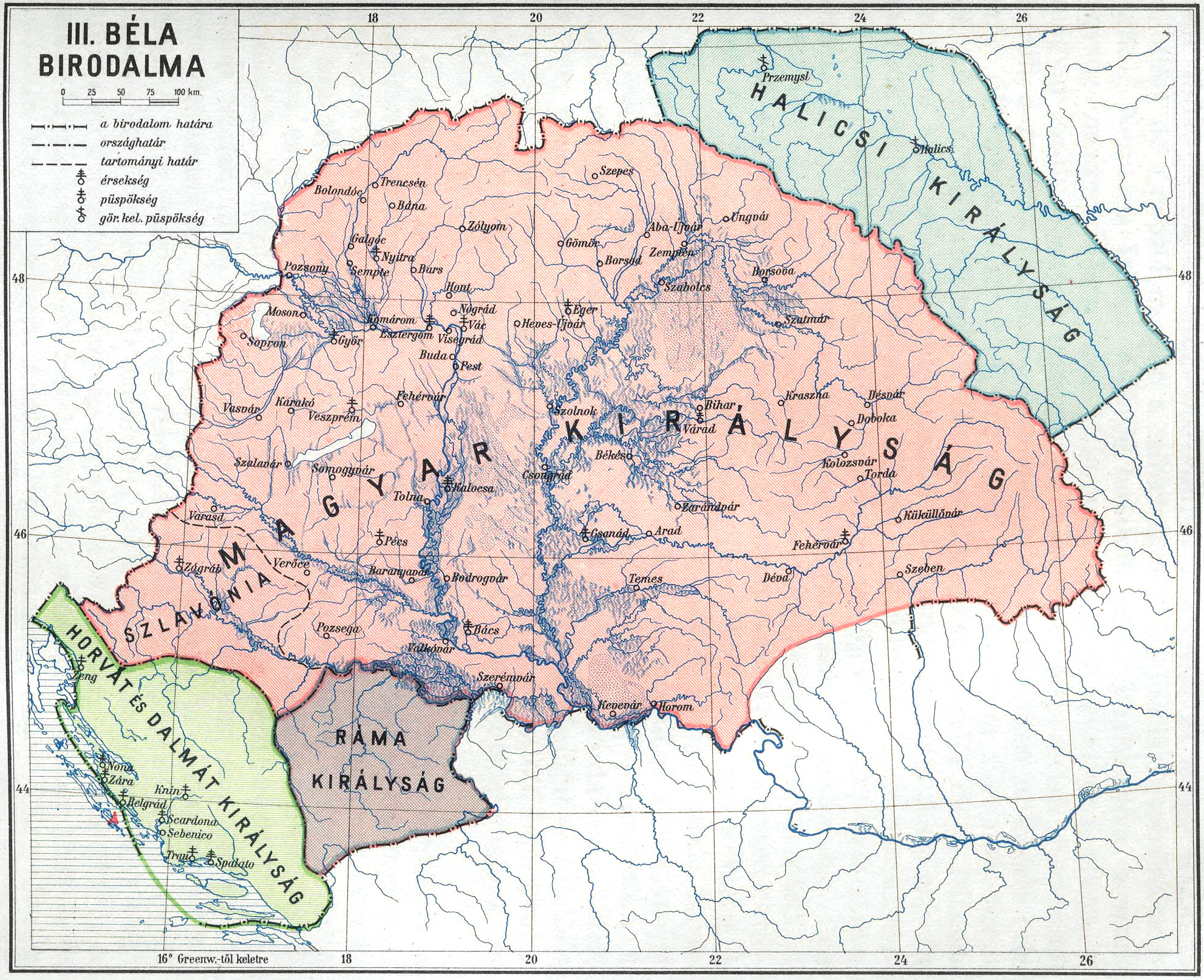
Il principato di Galizia e il regno d'Ungheria all'epoca di Béla III d'Ungheria (al potere dal 1172 al 1196)

Nel 1188, la quiete tornò a regnare in Galizia quando, dopo essere stato liberato dagli ungheresi e con l'ausilio della Polonia, Vladimiro Jaroslavič divenne principe. Si rivelò un personaggio dalla portata storica abbastanza insignificante, tanto da necessitare dell'appoggio dello zio Vsevolod III per continuare a esercitare il potere; è interessante notare che si trattò della prima volta dalla morte di Andrea Bogoljubskij in cui il signore di Vladimir si sentì abbastanza forte da incidere nel destino della Rus' meridionale. Per quanto una simile decisione era in grado di nuocere Rurik in via collaterale, egli non eseguì alcuna manovra concreta, dimostrandosi rispettoso di Svjatoslav e lasciando sempre a lui il compito di decidere su questioni politiche di ampia portata. Nell'estate del 1190 il duumvirato raggiunse una pace con i capitribù poloviciani, costringendoli a porre un freno alle proprie scorrerie. Contrariamente alle aspettative, la tregua non durò però a lungo e le ostilità ripresero nell'autunno del medesimo anno, ma la principale problematica insorta in quella fase riguardò una disputa tra Svjatoslav da un lato e Rurik e suo fratello Davide dall'altro. Le cronache non forniscono alcun chiarimento utile a ricostruire la vicenda con maggiore dovizia di particolari, limitandosi a riferire che Rurik intimò la controparte di rispettare il giuramento del 1181, senza rinfocolare vecchie dispute che interessavano gli Olgoviči e i Rostislavič. Stando alle interpretazioni degli studiosi moderni, Svjatoslav aveva ancora tentato di sottrarre all'altro principe la signoria di Belgorod, Vyšhorod e quanto situato vicino alla capitale, avanzando una proposta con cui provava a non violare i termini formali dei patti precedentemente stipulati con Rurik. Le ragioni di Svjatoslav poggiavano sulla preoccupante ascesa dei Rostislavič e sulla strategia pianificata da Rurik di rendere vari insediamenti centrali della Rus' patrimonio personale della famiglia. Tale appropriazione ereditaria contraddiceva apertamente il sistema successorio introdotto da Jaroslav il Saggio un secolo prima, il quale, nel tentativo di garantire stabilità politica ed equilibrio della Rus', aveva decretato che le terre attorno a Kiev non potessero essere trasformate in domini patrimoniali privati, ma restassero proprietà comune delle principali dinastie principesche. Essendo Rurik forte del sostegno di Vsevolod III di Vladimir, Svjatoslav fu costretto a tollerare lo scenario attuale e a convincersi che fosse meglio ingoiare l'amaro calice, anziché scatenare una guerra logorante e opporsi a una transizione pacifica del potere in favore dei Rostislavič. Nel 1192, Rurik dimostrò acume politico convincendo un comandante poloviciano a divenire un suo vassallo e arginando così le razzie compiute dalle tribù al suo seguito. Nell'anno seguente, riprovò ad adottare la stessa strategia con altri gruppi di guerrieri nomadi, ma un fraintendimento spinse Rurik a chiedere a Svjatoslav di prepararsi a sostenere una campagna invernale contro di loro. La proposta venne respinta dal principe di Kiev, che si disse impegnato in altre questioni di fondamentale importanza, così come fu rigettata l'idea di contrastare le aggressioni dei lituani con una grande campagna militare, poiché Svjatoslav sostenne che fosse dovere di Rurik difendere «la regione del Poros'e» (la moderna Ucraina centrale), peraltro in gran parte sua. Nell'inverno tra il 1193 e il 1194, Rostislav, il figlio di Rurik, eseguì un'offensiva a sorpresa contro i poloviciani, conseguendo una brillante vittoria. Svjatoslav biasimò questo comportamento, sostenendo che avrebbe agitato gli animi dei nomadi, e convinse Rurik ad abbandonare i preparativi per la campagna che lui intendeva ancora condurre contro i lituani. I due principi trascorsero i mesi di gennaio e febbraio del 1194 presso le postazioni difensive di Vasyl'kiv, nella vana attesa di un attacco nemico che non arrivò. Gli assalti ricominciarono proprio quando i due aristocratici si ritirarono assieme ai loro rispettivi eserciti, concludendo così l'ultima spedizione militare congiunta che avrebbero condotto.

### Principe di Kiev

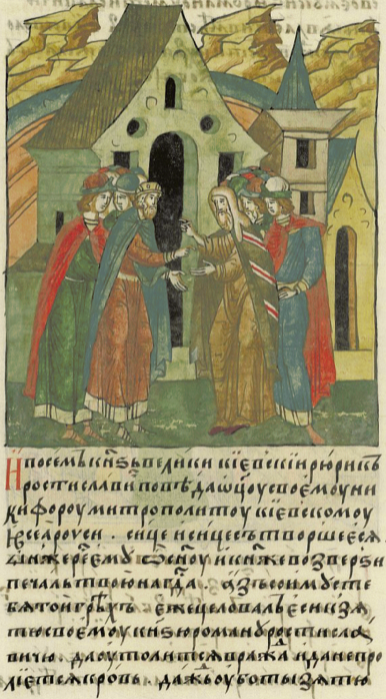
Accompagnato da un paio di nobili di corte, Rurik Rostislavič incontra il metropolita di Kiev Niceforo II per chiedere un consulto. Miniatura tratta dalla Cronaca illustrata di Ivan il Terribile

Sul tramonto di luglio del 1194, poco dopo aver ordinato a Rurik di giungere nella capitale, Svjatoslav morì e ciò pose fine a una fase di relativa tranquillità. Le premesse che videro il suo successore salire al potere furono estremamente diverse, poiché Rurik non doveva condividere la sua autorità con nessuno e gli Olgoviči dovettero prestare a lui giuramento di fedeltà, sottomettendosi a un personaggio appartenente a un ramo rivale della dinastia. A detta del Codice Ipaziano, i kievani accolsero con gioia il nuovo sovrano e a Santa Sofia assistettero, al cospetto del metropolita locale Niceforo II, all'insediamento sul trono che era stato anche di suo nonno e di suo padre. Ciò screditerebbe la teoria avanzata da alcuni esperti, secondo i quali Rurik sarebbe stato sin dal principio inviso agli abitanti della città. Riprendendo quanto riferito da un cronista di Suzdal', alcuni storici hanno sostenuto che la sua nomina fu officiata da emissari inviati da Vsevolod III, ma siccome Rurik si trovava più vicino a Kiev prima della cerimonia, appare al massimo credibile che gli ambasciatori giunti nella capitale si limitarono ad appurare il già avvenuto evento. Una delle priorità inseguite da Rurik riguardò una ridistribuzione delle terre kievane in favore dei Monomachi minori, motivo per cui si rivolse al fratello Davide e lo fece giungere da Smolensk per decidere come eseguire il processo. È significativo che Vsevolod III non fu consultato in quell'occasione, probabilmente perché i Rostislavič consideravano ormai quei possedimenti propri domini incontrastati. Furono assegnati cinque avamposti a Romano Mstislavič di Volinia, ossia Torčesk, Trepol', Korsun', Boguslavl' e Kanev, con quest'ultima che venne sottratta ai due più importanti Olgoviči in vita, il figlio di Svjatoslav e suo genero. Vsevolod III contestò queste decisioni, rimarcando il fatto che fosse il più anziano dei Monomachi e che le assegnazioni a Romano fossero state compiute impropriamente. Rimosso il principe della Volinia da dove era stato insediato, Rurik dovette tollerare l'assegnazione a Vsevolod III di vari insediamenti a ridosso di Kiev, una circostanza questa dalla quale si desume chiaramente l'intenzione del signore di Vladimir-Suzdal' di incidere sui provvedimenti assunti nella capitale. Romano si infuriò quando seppe della sua detronizzazione da quelle città, motivo per cui cominciò a cospirare contro Rurik assieme a Jaroslav II Vsevolodovič di Černihiv e lo convinse a progettare un attacco a Kiev. Apprese tali notizie, Rurik avvisò Vsevolod III e lo convinse a unirsi a lui in caso di guerra, prospettiva che spaventò a tal punto Romano da spingerlo a recarsi in Polonia alla ricerca di rinforzi. Mentre si trovava lì partecipò a una battaglia e fu ferito, decidendo sulla strada di ritorno per la Volinia di riconciliarsi con Rurik e ricevendo così delle terre a titolo di compensazione. Nell'autunno del 1195, Rurik decise di adottare delle precauzioni nei confronti degli Olgoviči, ragion per cui domandò a Jaroslav di giurare che né lui né i suoi parenti e discendenti avrebbero minacciato la signoria dei Rostislavič e che avrebbero rinunciato a Kiev e a Smolensk. In tal modo, Rurik ufficializzava la decisione di impossessarsi permanentemente di Kiev, violando le statuizioni di Jaroslav il Saggio. Svjatoslav promise che né lui né i suoi parenti in vita avrebbero violato lo status quo; in tal modo, evitò prudentemente di impegnarsi anche a nome dei suoi eredi e pensò presto che la sola strada fosse quella di costituire una salda coalizione con i Monomachi. La risposta non soddisfò Rurik, che convinse Vsevolod III ad agire al suo fianco rispettando il suo ruolo di membro più anziano della dinastia. Jaroslav ritirò dunque le proprie pretese e Rurik si disse disponibile a cedergli Vicebsk come compensazione, ma al rifiuto del principe locale, che era cognato di Davide Rostislavič, le ostilità si riaccesero.
La guerra che si scatenò si rivelò «brutale, lancinante, confusa e su ampia scala». Le forze degli Olgoviči si scontrarono con quelle di Davide Rostislavič, accorso in aiuto del fratello, e prevalsero, facendo prigioniero il suo nipote maggiore per età, Mstislav Romanovič. Poiché, come detto, la cattura di un membro della propria dinastia veniva considerata all'epoca ignominioso, Rurik si accinse a radunare un esercito e sollecitò a intervenire Vsevolod III al più presto, sebbene questi preferì temporeggiare e ritardare un intervento diretto per tutta l'estate del 1196. In quel frangente, Jaroslav comunicò di essere disponibile a liberare Mstislav a patto che cessassero le rappresaglie ai danni della sua famiglia, ma tale apertura non venne colta da Rurik, ostinatamente convinto a proseguire il conflitto. Nell'autunno dello stesso anno, Romano Mstislavič guarì dalle ferite riportate in Polonia, rinnovò l'alleanza con Jaroslav di Černihiv e ordinò ai suoi uomini di attaccare il principe di Kiev dalla Volinia, con il risultato che le sue truppe furono frammentate su più fronti. Vi è chi ha intravisto in questa testarda lotta di Romano una sfumatura personale, sostenendo che la causa andasse individuata nella sua prima moglie Predslava, figlia di Rurik e brutalmente scacciata dal sovrano di Galizia per sposare un'altra consorte. In cerca di supporto, Rurik incaricò suo nipote, un giovane Mstislav Mstislavič, di recarsi dal principe di Galizia Vladimiro II Jaroslavič e attaccare in maniera congiunta la Volinia. Dopo tempo immemorabile, Vsevolod III raggiunse la coalizione guidata da Rurik e suggerì di raggiungere una pace, consiglio che fu osteggiato dal fratello Davide. Constatata la situazione, Vsevolod III agì da politico consumato e ne approfittò per siglare una pace separata con Jaroslav, caldeggiando sì la liberazione di Mstislav Romanovič, con cui era imparentato per via matrimoniale, ma proponendo altresì l'allontanamento di Jaropolk Rostislavič da Černihiv, ossia dell'unico candidato rjurikide che poteva ancora teoricamente vantare una supremazia genealogica per anzianità nei riguardi di Vsevolod III. In ultimo domandò a Jaroslav di recidere la sua alleanza con Romano, una richiesta questa puramente di facciata, poiché non fece nulla quando la controparte rifiutò di adempiere. Non si accennò ad alcuna rinuncia alle pretese su Kiev che avrebbe dovuto essere compiuta a nome degli eredi degli Olgoviči, circostanza la quale irritò Rurik e che lo lasciò profondamente rabbioso anche quando le ostilità si placarono grazie all'intervento di Vsevolod III. Le cronache riferiscono che, per l'indignazione, rifiutò di cedere le quattro città situate a ridosso di Kiev a Vsevolod III e le concesse ai suoi fratelli, dopodiché interruppe ogni legame con il principe di Vladimir-Suzdal'. Il conflitto era dunque terminato senza un chiaro vincitore e senza alcun mutamento territoriale, al netto di qualche precario risultato diplomatico e della gigantesca mole di devastazione causata in una zona vastissima compresa tra Smolensk e la Volinia e tra Černihiv e la Galizia.
Il 23 aprile 1197 Davide Rostislavič morì e Mstislav Romanovič, liberato come promesso da Jaroslav, gli subentrò nel ruolo di principe di Smolensk. Per un po' di tempo le dispute dinastiche non riaffiorarono e ciò permise a Rurik di concentrarsi sulla costruzione o riparazione di edifici religiosi nella capitale e in qualche altra città. Particolarmente rilevanti furono i lavori compiuti a Kiev per una chiesa dedicata a San Basilio, consacrata il 1º gennaio 1198.

#### Inasprimento delle dispute

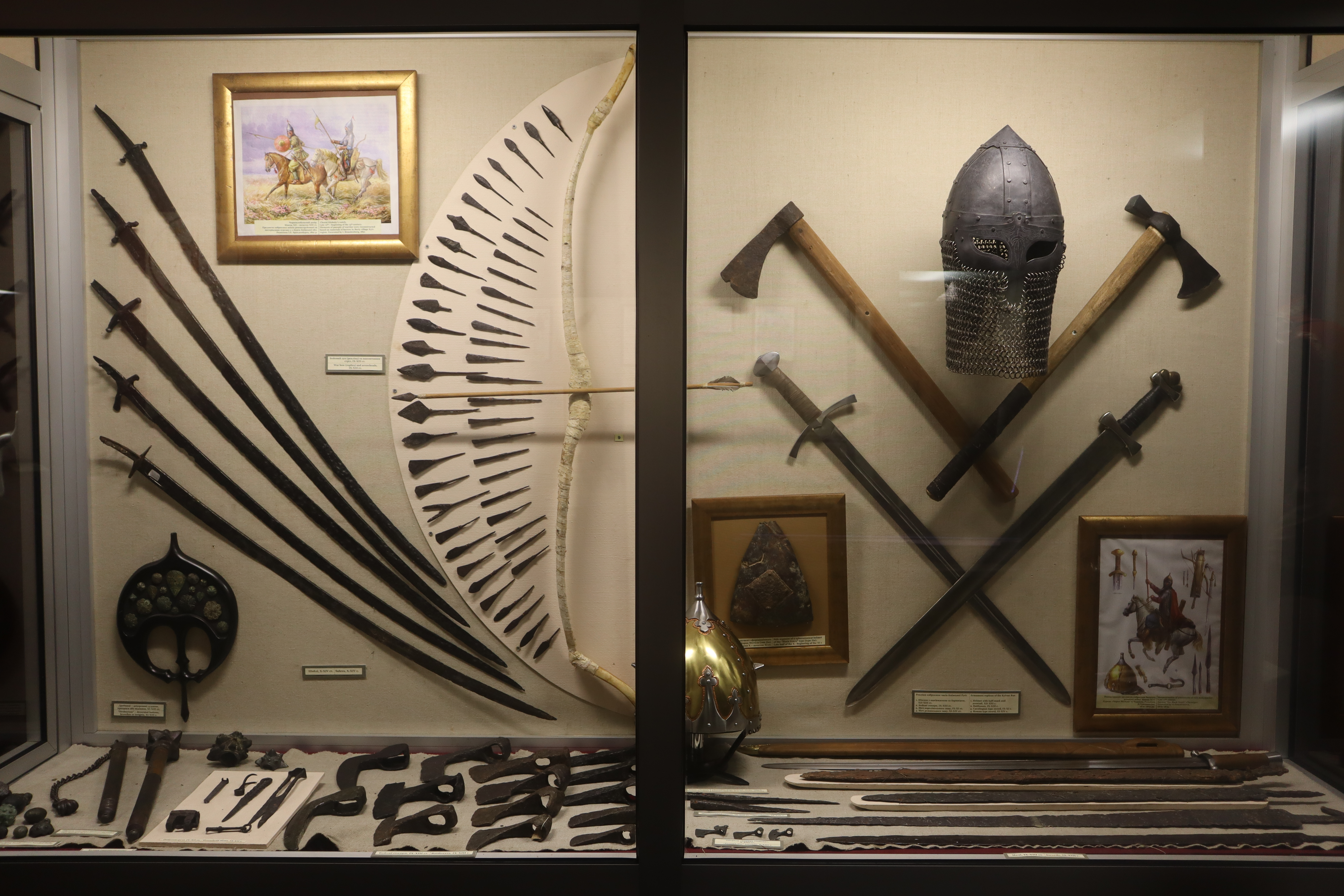
Armi ed equipaggiamenti militari risalenti all'epoca della Rus' di Kiev

Quando Vladimiro II Jaroslavič spirò in Galizia e Romano Mstislavič ne occupò la regione, si verificò un nuovo momento di criticità. Ancora adirato per le città sottrattegli, Romano attaccò le terre di Rurik, che soltanto nel 1201 fu in grado di convincere ad aiutarlo gli Olgoviči, rappresentati dal successore di Jaroslav, Oleg. Le forze di Romano colpirono allora con maggior vigore dalla Galizia e dalla Volinia, potendo beneficiare del sostegno che avevano deciso di riservargli i poloviciani, i Monomachi e vari abitanti delle città situate nei dintorni di Kiev. Un cronista segnala addirittura che le porte della capitale furono aperte a Romano dai cittadini. La diserzione è stata giudicata da alcuni storici una conferma dell'impopolarità di Rurik, ma occorre in realtà notare che si trattò di un fenomeno avvenuto soltanto dopo il 1201, a riprova del fatto che fino ad allora fosse stato verosimilmente apprezzato. È probabile che una delle cause coincise con l'opportunistica ricerca di un'alleanza con gli Olgoviči, che fino a poco prima erano stati considerati nemici naturali dei kievani e dei suoi parenti. Constatata l'incapacità di opporre un adeguata resistenza, Oleg e Rurik si arresero, consegnando il trono della capitale a Romano, che concesse al primo di ritirarsi a Vručij e al secondo di ritornare a Černihiv. Romano aveva prima stretto un'intesa con Vsevolod III, ai sensi della quale riconosceva la supremazia dei Monomachi e veniva autorizzato a rimuovere Rurik in favore di Ingvar Jaroslavič di Luc'k, una figura non affiliata ai Rostislavič. Romano non aveva alcuna intenzione di rimanere nella capitale, considerate le difficoltà nell'amministrazione della Galizia per via di boiardi imprevedibili o di orientamento filo-ungherese. Stravolgendo l'assetto precedente, era comunque riuscito a spodestare i Rostislavič e a concentrare nelle mani della stessa persona la supremazia sulla Galizia, sulla Volinia e su Kiev.
Rurik non poté fare altro che meditare a Vručij, in attesa di ottenere la sua agognata vendetta. Due anni dopo, radunò un temibile esercito composto da elementi poloviciani e, il 2 gennaio 1203, pose termine allo strapotere di Romano penetrando nella capitale e perpetrando una strage della popolazione, la più cruenta dai tempi della cristianizzazione della Rus' di Kiev. A prescindere dalla veridicità o meno di questa descrizione, è evidente che le cicatrici lasciate dovettero essere profonde e che il computo delle vittime fu elevatissimo. Molteplici furono inoltre i danni patiti dai monasteri e dalle chiese, private di ambite reliquie probabilmente trafugate dai poloviciani. Ricostruire con esattezza gli eventi accaduti immediatamente più tardi è difficile, benché si creda che Ingvar finì prigioniero o riuscì a fuggire subito in Volinia. Si immagina Rurik non ebbe il coraggio di subentrare come nuovo signore e affrontare così l'ira dei sopravvissuti, motivo per cui, pur di non consentire il ritorno di Romano Mstislavič, pensò di favorire la nomina del fratello di Oleg Svjatoslavič di Černihiv, Vsevolod Čermnyj. La scelta del nuovo principe era oculata, in quanto ricadeva su un nobile slegato dai Monomachi e diverso da Oleg, che era il più anziano degli Olgoviči e avrebbe potuto potenzialmente avanzare la pretesa di subentrare a Kiev in maniera stabile, non soltanto provvisoria. Nel frattempo, Romano si prodigò per ricucire lo strappo con Oleg e portare nuovamente avanti delle relazioni diplomatiche pacifiche con Vsevolod III. Arrivato da Rurik a Vručij, che non era nelle condizioni di opporre qualsiasi resistenza effettiva, Romano negoziò con lui una pace e ne caldeggiò la nomina come principe di Kiev, dopo averlo formalmente perdonato, al pari di Oleg, per il massacro condotto nella capitale tempo prima. Il gesto di Romano non coincideva con un atto di generosità, ma piuttosto mirava ad arrestare le incursioni dei Rostislavič in Volinia, scongiurare il rischio di nuove guerre civili (poiché Rurik aveva dimostrato di non tollerare alcun candidato diverso da lui o della sua espressione) e rendere il rivale una pedina sua e di Vsevolod III. Lo conferma il fatto che Rurik dovette «baciare la croce» e giurare fedeltà a Vsevolod III e a suoi figli. L'intesa ripristinava nella sostanza lo status quo di inizio secolo, con Romano in controllo della Volinia e della Galizia, i Rostislavič in possesso di Smolensk e Kiev e gli Olgoviči compressi pericolosamente tra Smolensk e i domini meridionali del principe di Vladimir-Suzdal'. Per suggellare la ritrovata intesa, Romano e Rurik condussero una campagna congiunta nell'inverno del 1203/1204 contro i poloviciani, ottenendo un cospicuo bottino e sostando a Trepol'. L'armonia terminò già in quell'occasione, benché le cronache non spieghino cosa la interruppe e si limitino a utilizzare una frase generica («il diavolo seminò grande confusione»).

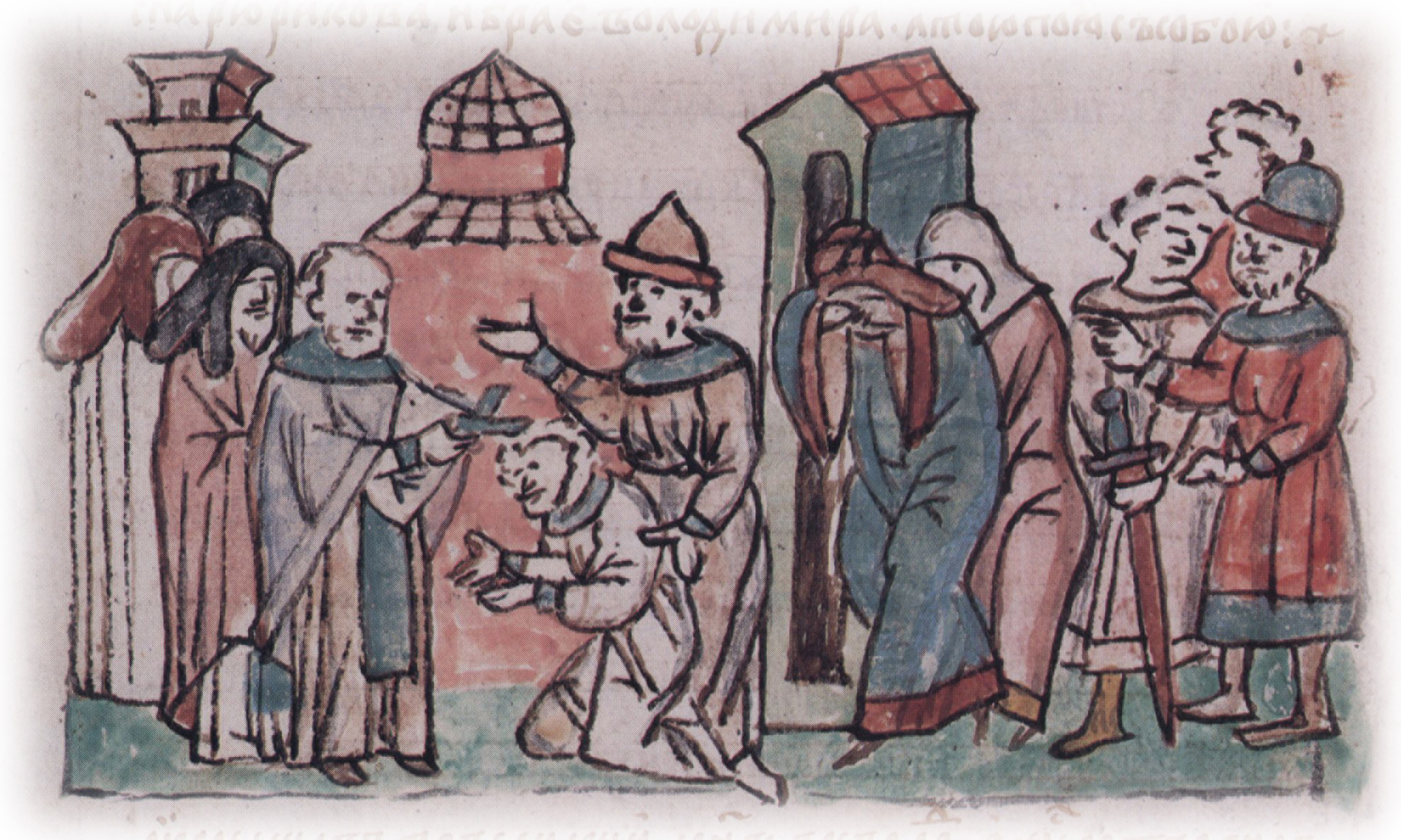
La cattura e la tonsura di Rurik Rostislavič nel 1204 da parte di Romano Mstislavič. Miniatura tratta dalla Cronaca dei Radziwiłł

Accadde che Romano fece arrestare il principe di Kiev, la sua consorte Anna e la figlia Predslava, imponendo loro la tonsura e obbligandoli ad abbracciare la vita monastica a Kiev. I figli maschi Rostislav e Vladimiro finirono imprigionati in Galizia, mentre nella capitale fu verosimilmente ripristinato Ingvar Jaroslavič. L'episodio storico summenzionato ebbe un solo precedente, ovvero il caso di Sudislav Vladimirovič del 1059, costretto a prendere i voti; la clausura rappresentava per Romano un'opzione particolarmente conveniente, coincidendo infatti con la cancellazione di qualsiasi diritto politico e di qualunque pretesa al potere per chi subiva tale provvedimento. Determinato a ribilanciare lo scenario, Vsevolod III intimò (o convinse con il dialogo) il principe di Volinia di liberare Rostislav, il primogenito di Rurik, e di collocarlo sul trono di Kiev. La breve fase di tranquillità lasciò lo spazio al caos quando, il 19 giugno 1205, Romano perse la vita nella battaglia di Zawichost contro i polacchi; la Galizia rimaneva dunque terra di nessuno poiché i due figli del defunto, Danilo e Vasil'ko, avevano appena quattro e due anni, motivo per cui erano troppo acerbi per poter governare. Appresa la notizia, Rurik svestì immediatamente gli abiti da monaco, conquistò Kiev e strinse un'intesa con Vsevolod Čermnyj atta a spartirsi il controllo della Galizia. L'offensiva condotta congiuntamente si rivelò un fiasco, ma è probabile che molti Olgoviči non fossero del tutto delusi perché speravano di ottenere concessioni più accattivanti dall'accordo siglato da Vsevolod. Le fonti accennano soltanto l'importante cessione agli Olgoviči di Belgorod, quindi è logico pensare che Rurik bramasse tremendamente il loro appoggio. La sua mossa aveva senza dubbio adirato Vsevolod III di Vladimir e, inoltre, restava da capire come i suoi sudditi avrebbero reagito alla detronizzazione del figlio Rostislav e alla salita al potere di un monaco. All'inizio dell'estate del 1206, fu ritentato un nuovo fallimentare attacco congiunto della Galizia, al termine del quale i boiardi proposero di loro iniziativa la nomina di Vladimiro Igorevič degli Igoreviči, un ramo cadetto degli Olgoviči. Appresa la notizia, Vsevolod Čermnyj suggerì a Vladimiro di accettare e, considerato il gran numero di truppe che aveva radunato, colse l'occasione per impossessarsi di Kiev con la forza e causare così la fuga di Rurik a Vručij. Le motivazioni di Vsevolod vengono chiarite dalle cronache, secondo le quali egli riteneva disdicevole il governo di un monaco e lo riteneva alla stregua di un'usurpazione. Riuscito a estendere la sua influenza dove nessun altro suo familiare era riuscito prima, Vsevolod finì però per inimicarsi il suo omonimo quando ne allontanò il figlio Jaroslav II di Vladimir da Perejaslav.

#### Ultimi anni e morte

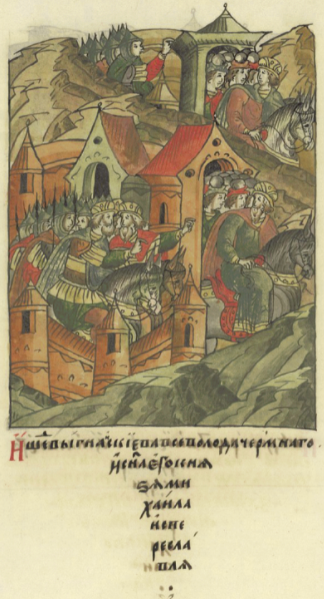
Rurik Rostislavič e Mstislav Romanovič espellono Vsevolod Čermnyj da Kiev. Miniatura tratta dalla Cronaca Illustrata di Ivan il Terribile

La vittoria non garantì a Vsevolod Čermnyj una prolungata stabilità; quando i parenti che lo avevano assistito militarmente se ne andarono, egli rimase privo di sostegno bellico e i Rostislavič si affrettarono a riconquistare i tre centri urbani più strategici attorno alla capitale di cui erano stati privati, ovvero Vručij e Vyšgorod a nord e Belgorod a sud-ovest. In tal modo, prima della fine dell'anno Rurik tornò agevolmente a impossessarsi della città. Gli stessi abitanti contribuirono a scacciarlo, forse perché, non apprezzando gli Olgoviči, scelsero colui che consideravano il male minore. Vsevolod non si diede per vinto e nel 1207 tentò di assaltare ancora la capitale, ma le sue forze si rivelarono troppo esigue per sortire qualche effetto concreto, tanto da limitarsi a razziare per tre settimane i dintorni prima di ritirarsi. D'estate, il principe di Černihiv dimostrò di aver fatto tesoro dei suoi errori e radunò un numero altissimo di truppe, scacciando vari Rostislavič da diverse città situate nei pressi di Kiev, insediandosi nella capitale entro agosto e costringendo Rurik a rifugiarsi a Vručij. La sequela di successi conseguiti da Vsevolod Čermnyj, a quel punto abbastanza potente da riuscire a opporsi al rivale, non lasciò indifferente il suo omonimo, che non aveva dimenticato l'affronto fatto al figlio e organizzò una spedizione punitiva. Lo scopo ultimo non era tanto quello di sostenere Rurik, come nel 1196 Vsevolod III aveva fatto, ma di ritornare a impossessarsi di Perejaslav e riportarla nell'alveo della sua personale sfera d'influenza. Appresi questi sviluppi, Rurik radunò in fretta un esercito e partì immediatamente alla volta di Kiev, costringendo di nuovo Vsevolod Čermnyj a fuggire. È possibile che gli abitanti della capitale avessero aiutato la causa di Rurik, sempre per via della loro ostilità nei confronti degli Olgoviči. Ripiegato in tutta fretta verso la sua Černihiv, il principe sconfitto si preparò ad a sostenere un attacco che non avvenne mai, poiché Vsevolod III venne informato di complotti in corso contro di lui a Rjazan' e si mosse verso quella località per ricondurla all'obbedienza. Nell'estate del 1208, Vsevolod Čermnyj tentò un flebile contrattacco che Rurik, nel frattempo ampiamente fortificatosi, respinse in maniera agevole. John Fennell ha sottolineato che si trattò della settima e ultima occasione in cui Rurik sedette sul trono a Kiev, mentre per Martin Dimnik le vicende appena descritte coincisero con l'ultima operazione militare che vide contrapposti i due principi.
La data e il luogo della morte di Rurik Rostislavič rimangono incerti a causa del silenzio delle cronache coeve. Sulla base di un paio di cronache, si tende a credere che morì all'età di circa settant'anni nel 1208, più esattamente poco dopo il 4 settembre, quando aiutò suo figlio Rostislav a insediarsi a Halyč, capitale della Galizia (sebbene già durante l'autunno venne scacciato). Non mancano tuttavia ipotesi alternative che collocano la sua scomparsa nel 1210, 1211, 1212, 1214, 1215, 1216 o addirittura 1219. L'episodio è scarsamente documentato dagli scritti dell'epoca, che non chiariscono nemmeno il luogo della morte, avvenuta mentre si trovava in cattività a Černihiv o dopo esserne addirittura divenuto principe, oppure, più realisticamente, a Kiev, al comando della città indossando gli abiti da monaco, come vorrebbe una teoria interpretativa di una fonte medievale. Altrettanto sconosciuto è il luogo in cui le spoglie furono tumulate; solitamente, i sovrani venivano traslati nelle chiese da loro costruite, ragion per cui è legittimo credere che trovò spazio nella chiesa di San Basilio, come detto consacrata nel 1198, anche se non se ne ha la certezza. Una seconda ipotesi, invero meno probabile, vorrebbe che Rurik non si occupò di costruire nessun nuovo luogo di culto a Kiev, ma si limitò a effettuare dei restauri dopo che un terremoto, avvenuto nel 1196, aveva danneggiato la chiesa fatta costruire da Svjatoslav Vsevolodovič.
Al netto della grande confusione che aleggia intorno alle circostanze della morte di Rurik, molti autori medievali testimoniano che nel 1210, dopo aver ottenuto il consenso del principe di Vladimir-Suzdal', Vsevolod Čermnyj tornò sul trono di Kiev.

## Ascendenza
|                      |   |                    | Genitori           |  |  | Nonni                    |  |  | Bisnonni             |  |
|                      |   |                    |                    |  |  | Mstislav I Volodymyrovyč |  |  | Vladimir II Monomaco |  |
|                      |   |                    |                    |  |  | Mstislav I Volodymyrovyč |  |  | Vladimir II Monomaco |  |
|                      |   | Gytha del Wessex   |                    |  |  | Mstislav I Volodymyrovyč |  |  |                      |  |
| Rostislav Mstislavič |   |                    |                    |  |  | Mstislav I Volodymyrovyč |  |  |                      |  |
|                      |   | Cristina di Svezia | Ingold I di Svezia |  |  |                          |  |  |                      |  |
|                      |   | Cristina di Svezia | Ingold I di Svezia |  |  |                          |  |  |                      |  |
|                      |   | Cristina di Svezia | Elena di Svezia    |  |  |                          |  |  |                      |  |
| Rurik Rostislavič    |   | Cristina di Svezia |                    |  |  |                          |  |  |                      |  |
|                      | … | …                  |                    |  |  |                          |  |  |                      |  |
|                      | … | …                  |                    |  |  |                          |  |  |                      |  |
|                      | … | …                  |                    |  |  |                          |  |  |                      |  |
| ?                    | … |                    |                    |  |  |                          |  |  |                      |  |
|                      |   | …                  | …                  |  |  |                          |  |  |                      |  |
|                      |   | …                  | …                  |  |  |                          |  |  |                      |  |
|                      |   | …                  | …                  |  |  |                          |  |  |                      |  |
|                      |   | …                  |                    |  |  |                          |  |  |                      |  |

## Discendenza
Secondo le cronache, Rostislav Mstislavič, padre di Rurik, combinò nel 1162 il matrimonio del figlio con una principessa poloviciana di nome Belukovna. Con ogni probabilità, la coppia non ebbe eredi e, a giudicare dal silenzio delle fonti, la nobildonna morì non molto tempo dopo in circostanze sconosciute, forse durante il parto. Poiché in epoca successiva due principi di Turov vengono definiti cognati di Rurik, costui dovette sposare una consorte di quella città, tale Anna, in un momento storico ignoto. Basandosi sul momento in cui il primogenito nacque, ovvero nell'inverno del 1171/1172, quando la coppia abbandonò Novgorod definitivamente, si è con ampio margine ipotizzato che le nozze si svolsero prima del 1172. Rurik e Anna generarono due figli e quattro figlie, di cui l'ordine di anzianità delle femmine non viene riferito, mentre il già citato primogenito maschio si chiamava Rostislav. Pare che per lui Rurik organizzò un sontuoso matrimonio, celebratosi nel 1188 dopo aver combinato le nozze con Verchuslava, la figlia di otto anni di Vsevolod III di Vladimir (Rostislav era invece sedicenne). Il 26 settembre, data in cui i due divennero sposi promessi, fu organizzato un banchetto «mai visto prima dalle genti della Rus'», a cui presenziarono venti principi (tra cui, benché non venga riportato alcun nome, sicuramente degli Olgoviči). Tra le varie cariche ricoperte, Rostislav fu come detto principe di Kiev dal 1204 al 1206. Anche il secondogenito maschio Vladimiro, nato nel 1187 e di quindici anni più piccolo, divenne principe di Kiev dal 1223 al 1235 e dal 1235 al 1236. Un singolo studioso ha proposto una ricostruzione alternativa immaginando anche la presenza di un terzo figlio di nome Svjatoslav, ma la sua opinione è rimasta abbastanza isolata.
Quanto alle figlie femmine, Predslava (morta dopo il 1203), la possibile secondogenita, è colei su cui si conoscono maggiori notizie. La nobildonna sposò il principe di Galizia Romano Mstislavič prima del 1196, anno a partire dal quale il marito tentò di separarsene. Benché sia ignoto cosa lo spinse a una simile decisione, è invece riferito che Romano le intimò di «prendere il velo monastico», scelta a cui si oppose o perché fu allontanata prima di indossarlo, o perché fuggì o ancora perché il padre la richiamò a Kiev. È possibile Romano desiderasse contrarre un nuovo matrimonio politicamente per lui più vantaggioso; fu così che, violando ogni regola stabilita dal diritto canonico e disinteressandosi dei sentimenti del suocero, sposò Anna, una nobildonna imparentata per nascita sia con Bisanzio sia con l'Ungheria. Sulle altre tre sorelle di Predslava, il nucleo di notizie conosciute si assottiglia enormemente. Su Anastasia, forse la maggiore, le cronache testimoniano che sposò nel 1183 Gleb, figlio di Svjatoslav e sovrano di Černihiv dal 1206 al 1215. In merito alle altre due femmine, Jaroslava e Vseslava, la prima fu secondo il Codice Ipaziano unita in matrimonio con Svjatoslav III Igorevič, all'epoca al massimo ventenne e futuro principe di Černihiv. La celebrazione ebbe luogo nella stessa settimana in cui suo fratello Rostislav si sposò, dunque nei primi giorni di ottobre del 1188. Vseslava, invece, festeggiò nel 1189 le nozze con Jaroslav Glebovič, ultimogenito del principe di Rjazan' Gleb Rostislavič.

## Giudizio storiografico
(Vasilij Nikitič Tatiščev, Istoriya Rossiyskaya, vol. 4, p. 431)
Il passaggio sopraccitato, scritto probabilmente da un autore della Galizia-Volinia o di Kiev simpatizzante di Romano Mstislavič, rischia di fornire un'immagine poco neutrale e limitante del personaggio storico che fu Rurik. Premettendo che nessun'altra cronaca accenna a relazioni complicate con donne, alcolici e malagestione, altri scritti ne elogiano la caparbietà e il coraggio, al pari dei suoi fratelli Davide e Mstislav. Su questa scia, ad esempio, il clero dell'epoca lo ringraziò per la cura dedicata all'edificazione e al restauro dei luoghi di culto. Quanto agli studiosi moderni, alcuni lo hanno ritenuto l'ultimo personaggio di spessore del XII secolo assieme a Romano Mstislavič, mentre John Fennell ha sostenuto che, in termini di intraprendenza e determinazione, la figura di Rurik fu eguagliata soltanto da suo nipote Mstislav Mstislavič l'Audace. La sua biografia consente di dedurre che fu «un uomo della sua epoca», rispettoso delle tradizioni e delle consuetudini di successione genealogica al potere (occupò infatti Kiev soltanto quando la morte di suo fratello maggiore Romano era ormai già avvenuta). Si dimostrò impegnato per decenni nel tentativo di imporre la supremazia dei Rostislavič sui Monomachi e sugli Olgoviči, dimostrandosi, al netto di alcuni pareri in senso contrario, un uomo attento all'amministrazione dei suoi possedimenti. Il compromesso diplomatico che raggiunse con Svjatoslav Vsevolodič portò alla nascita di un singolare duumvirato capace di funzionare a lungo, malgrado qualche incomprensione.

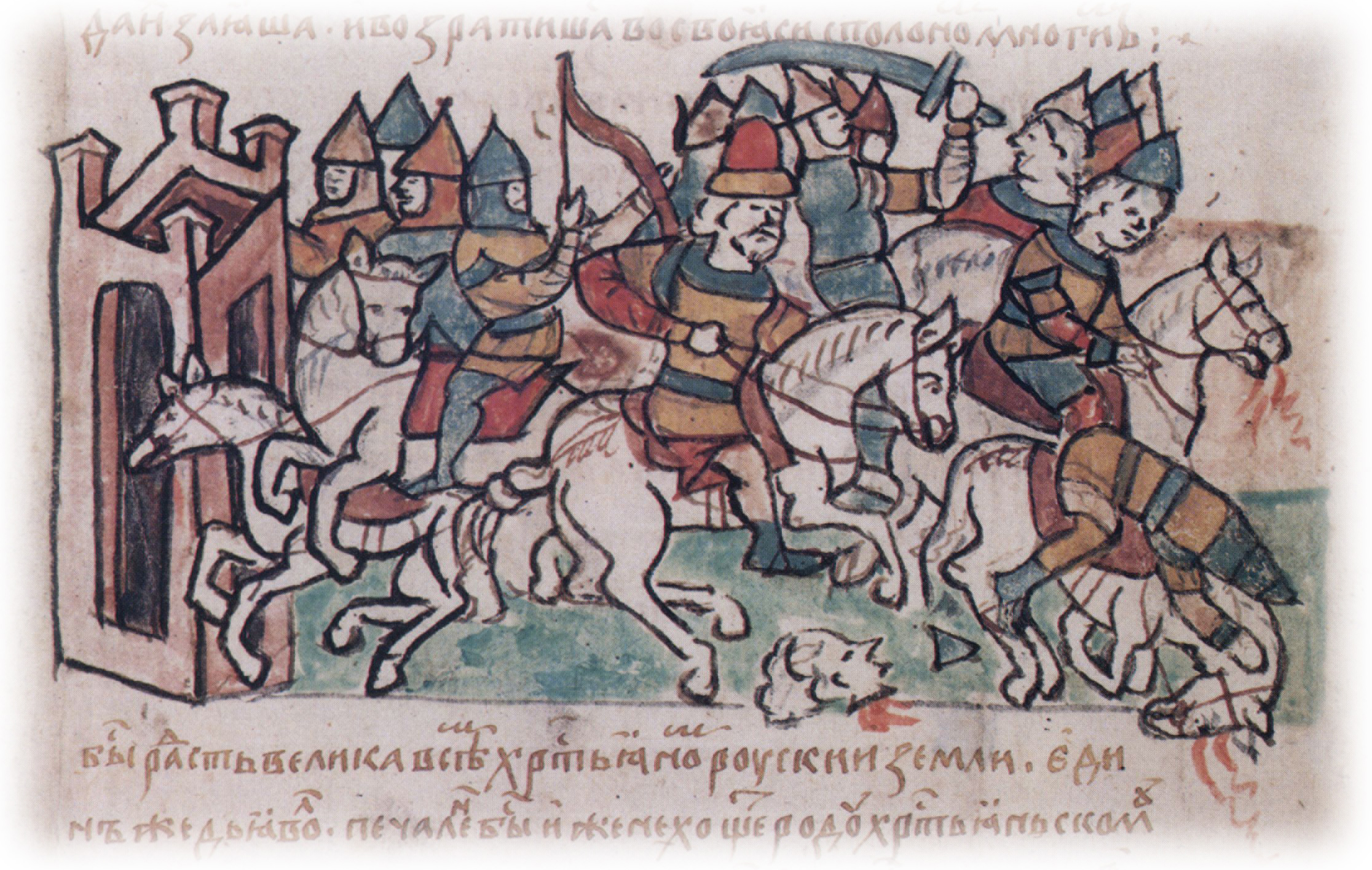
Rurik Rostislavič conduce una campagna contro i poloviciani assieme a Romano Mstislavič e ad altri nobili rus'. Miniatura tratta dalla Cronaca dei Radziwiłł

Si dimostrò poi un eccezionale comandante militare, tanto che la sua arguzia sul campo di battaglia viene citata sin dalla sua gioventù. A lungo si preoccupò della minaccia rappresentata dalle comunità nomadi di poloviciani e non trascurò gli assalti dei lituani nei dintorni di Vručij, impegnandosi infine negli ultimi anni a respingere i numerosi avversari che intendevano esautorarlo. Resta pur vero che le sue capacità di manovra furono ridotte dall'aver riconosciuto la formale supremazia di Andrea Bogoljubskij prima e di Vsevolod III di Vladimir dopo, mentre i suoi rapporti con i kievani non furono sempre rosei. Il suo maggiore fallimento fu non essere riuscito a sconfiggere Romano Mstislavič né a garantire in modo stabile Kiev e il suo territorio ai propri discendenti, pur essendo tecnicamente morto da principe della città. Appare comunque pacifico che i nipoti e i cugini di Rurik plasmarono il destino della Rus' meridionale per i successivi quarantacinque anni, assieme agli Olgoviči di Černihiv. Rurik resta comunque una figura storica controversa e interessante nella storia medievale dell'Europa orientale, la cui fama è forse ingiustamente eclissata rispetto ad altri membri della sua famiglia, tanto che Martin Dimnik ha voluto dedicargli un'intera pubblicazione definendolo «il campione misconosciuto dei Rostislavič».

## Influenza culturale
Rurik Rostislavič viene menzionato in alcuni versi del Canto della schiera di Igor, un importante poema epico scritto in antico slavo orientale e approssimativamente risalente alla fine del XII secolo:
Oh, pianga la terra di Rus' ricordando gli anni passati e i principi di una volta!

Quell'antico e saggio Vladimir, impossibile inchiodarlo nel suo palazzo tra i colli di Kiev. I suoi stendardi sono oggi quelli di Rjurik e quelli di Dav[i]d[e]: ma disgiunti sventolano i drappi, le une contro le altre cantano le lance!»
(Canto della schiera di Igor, versi 73, 92, 93)